# Seleanivka, Țarîceanka
Seleanivka (în ucraineană Селянівка) este un sat în așezarea urbană Țarîceanka din raionul Țarîceanka, regiunea Dnipropetrovsk, Ucraina.

## Demografie
Componența lingvistică a localității Seleanivka
     Ucraineană (97,52%)
     Rusă (2,48%)
Conform recensământului din 2001, majoritatea populației localității Seleanivka era vorbitoare de ucraineană (97,52%), existând în minoritate și vorbitori de rusă (2,48%).